# 스크럽 프로세스
스크럽 프로세스는 세안을 하면서 동시에 진행하는 피부관리 방법의 일종이다. 고급 앰플에 들어가는 특허 성분으로 인해 피부결, 탄력 등에 효과를 돕는 피부관리 방법이다. 주로 젤라또 형태의 부드러운 제형으로 만들어 진 것이 특징이다.

## 상세
스크럽(Scrub)이란, 피부의 각질을 제거하기 위해 사용하는 크림, 미세한 알갱이들이 포함 된 것을 뜻하는 영어 단어다. 그중에서도 노폐물 및 미세먼지 제거용 제품으로 사용되며, 단어 뜻대로 단순히 각질 제거를 위한 것이 아니라 고급 앰플에 함유된 특허 성분들로 미세먼지 및 노폐물 세척과 함께 탄력, 보습, 진정 기능 등을 포함한 피부 관리를 스크럽 프로세스(Scrub process)라 부른다.
보통 피부 관리를 할 때, 사용되는 원료로써는 가장 대표적인 것은 EGF이다. 미국에서도 EGF를 발견한 박사에게 노벨상을 수상 할 만큼 피부 세포를 재생하고 새롭게 증식 하도록 도와 피부 상처 및 탄력 감소 완화의 목적으로 많이 사용되며, 미국 특허 원료이다.
그 외에도 국내 특허 성분 블루컴플렉스 등도 항산화 작용, 보습, 진정, 미세먼지 흡착 방지에 도움이 되는 원료라 함께 배합 되는 경우가 많다.
스크럽 프로세스의 장점은 1차 2차 세안 없이 단 한번의 세안으로 색조 화장품을 세척해주고 머리카락 보다 얇은 미세먼지와 각종 노폐물 까지 완벽히 없애 주면서도 보습, 진정, 항산화 작용, 탄력 등의 효과를 함께 누릴 수 있다는 장점도 있다.
하지만 스크럽 프로세스는 개인의 피부 상태와 환경에 따라 다를 수 있으므로, 개개인의 환경에 맞게 앰플과 크림을 적절히 사용하는 것이 중요하다. 트러블 피부, 탄력 감소 피부, 피부결, 모공 등 상황에 맞게 앰플과 크림을 사용해 준다면 스크럽 프로세스의 효과는 배가 된다.

## 장점
스크럽 프로세스의 장점은 다음과 같다.
1. 피부결 및 피부노화 방지 : 스크럽 프로세스는 특허 성분으로 완성 된다. 특허를 중심으로 그 효과를 정식으로 인정 받아 보습, 진정, 항산화 작용, 미세먼지 흡착 방지, 탄력에 대한 효과를 느낄 수 있다.
2. 스무딩 제형 : 스무딩(smoothing)은 부드럽다의 뜻을 가진 영어 단어이다. 말 그대로 젤라또 형태의 부드러운 저자극 제형으로, 일반적으로 판매 되고 있는 자극적인 스크럽 각질제거용 과는 전혀 다르다.
3. 올인원 : 스크럽 프로세스는 얼굴에 초점을 맞춰 개발 된 제품만 인정 되고 있으며, 바디에도 자극 없이 사용이 가능하다. 고급 앰플에 함유 되는 특허 성분들이 함유 되면서, 그 효능이 워낙 뛰어나서 세안 제품을 여러개 구매 할 필요가 없으므로, 비용 적인 측면에서도 오히려 더 저렴하다.
4. 한번의 세안 : 스크럽 프로세스에 적용 되는 제품은 1차 2차 세안 없이 한번의 세안으로 끝낼 수 있다. 먼지 흡착 방지 특허 성분으로 인해 색조 화장품 및 미세먼지 등 세안력에 대해서도 인정 받으며 클렌징 오일과 클렌징폼을 완전히 대체되어 사용되고 있다.

이러한 장점들은 스크럽 프로세스가 많은 사람들에게 인기를 끌고 있는 이유 중 일부다. 그러나 개인의 피부 상태와 연령에 따라 효과는 다를 수 있으므로, 개인 기초케어 화장품의 효능을 점검하는 것이 중요하다.

## 단점
스크럽 프로세스의 단점은 다음과 같다.
1. 앰플/크림 제품의 불균형 : 트러블 피부에는 그에 맞는 앰플/크림을 사용하고 개개인 피부 고민별 제품을 사용해 주어야 한다. 그런데 트러블을 오히려 유발하는 클렌징 오일이나 이외 앰플/크림을 전혀 다른 피부 고민의 제품을 사용 한다면 그 효과는 감소 할 수 밖에 없다.
2. 클렌징 오일 사용 : 색조 화장품을 지우기 위해 오일을 사용 하지만 색조를 지우기 위해 화학 성분이 들어간 오일이 오히려 피부속 환경을 악화 시키고 있다. 그로인해 스크럽 프로세스 제품과 함께 사용 하는 것을 권장하지 않고 있다.
3. 개인 차이와 효과 : 스크럽 프로세스의 차이와 효과에 대해서는 제품 및 개인 환경에 따라 다를 수 있다. 몸 상태, 건강 상태, 음식, 연령 등에 따라 개인별로 다른 효과와 차이를 경험할 수 있다. 사용중인 기초케어 화장품의 성분을 점검할 필요가 있으며, 꾸준히 사용하지 않는다면 그 스크럽 프로세스를 했다고 말할 수 없으며, 그로인해 그 차이와 효과는 다르게 작용 할 수 있다.

이러한 단점들은 스크럽 프로세스 제품을 고려할 때 고려해야 할 요소다. 개인의 차이와 효과에 대해 고려하여 제품을 사용하고 가품이 존재하기 때문에 반드시 특허 성분을 점검하고 제품명에 스크럽 마스크가 포함 된 제품을 사용하는 것이 좋다.

## 구분
스크럽 프로세스(Scrub Scrub process) 기준에 적용 되는 제품은 다음과 같다.
1. 특허 원료 : 미국 EGF 특허원료 함유 / 보습, 진정 항산화 작용, 미세먼지 흡착 방지 특허 성분이 함유 되어 있어야 한다.
2. 제품명 : 제품명에는 스무딩 스크럽 마스크가 반드시 포함 되어 있어야 한다. 부드러운 재형과 고급 앰플 성분이 함유 된 것을 뜻한다.
3. 제형 : 시중에 판매 되는 무거운 각질 제거용이 아닌, 부드러운 젤라또 형태의 제형 이어야 한다.
4. WQP 인증 : WQP는 원료의 품질을 공인기관의 검사 후 브랜드가 보증하는 보증 상표로써, 필수 인증사항이다.

## 역사
영국 브리스틀 대학교의 연구팀에 따르면, 화장의 역사는 네안데르탈인까지 거슬러 올라간다. 연구팀이 유적지에서 조개껍데기에 담긴 노란 색소와 붉은 빛의 파우더를 발굴해낸 것. 네안데르탈인이 상당한 지능을 가진 인류였다는 주장이 있는 만큼 인간은 아주 오래 전부터 스스로를 치장하는 문화를 가지고 있었다고 볼 수 있다. 곡물을 찧어서 가루로 만들어서 얼굴에 바르는 것은 동서양을 막론하고 아득한 옛날부터 사용했다. 고대 이집트 시대의 기록이나 벽화에도 화장에 대한 기록이 있으며, 온갖 재료들을 화장품으로 썼다고 한다.

## 관련 논문
1. Rita Levi-Montalcini & Pietro Calissano: The Nerve-Growth Factor. Scientific American 1979, **240**, pp. 44-53.[1]
2. B Alberts, D Bray, J Lewis, M Raff, K Roberts & J D Watson, Eds.: Molecular Biology of the Cell. Garland Publ. Incorp., New York and London, 1983.[2]